# 和獨對訳字林
和獨對訳字林（和独対訳字林、わどくたいやくじりん）は、1877年（明治10年）10月19日に出版された、日本で最初の和独辞書である。
ルドルフ・レーマンを校定者とし、編者は齊田訥於、那波大吉、國司平六の3名である。勝海舟が跋を寄せている。
後に東京女子高等師範学校の学長となる中村正直による序文には、日比谷健次郎と加藤翠渓が一切の費用を負担したとある。
1859年（安政6年）に来日したアメリカ長老教会の宣教師ジェームス・カーティス・ヘボン(James Curtis Hepburn)が1867年（慶応3年）に出版し、1872年（明治5年）に増補出版された『和英語林集成』を、忠実にドイツ語に訳した書である。ヘボンの辞書編纂事業に連なる出版物である。